# KTMコミューター
KTMコミューター（マレー語：KTM Komuter）とは、マレー鉄道のうち、クアラルンプール近郊とバターワース近郊での近距離旅客輸送に特化した電車運行サービスである。運行区間は全線複線電化されている。
マレーシアの各都市間を結ぶ長距離旅客輸送サービスはKTMインターシティと呼ばれる。

## 概要
クアラルンプール近郊の鉄道の歴史は、港に物資を輸送するため1886年にクアラルンプール - スンガイ・クラン間が開通したことにはじまる。その後、順次路線を延伸し、1905年までにはバトゥ・ケーブス支線を含んで現在の路線が完成している。一時期は気動車も導入されたが、モータリゼーションの影響で道路輸送におされ、鉄道はすたれていった。
1980年代になると、クアラルンプール近郊も慢性的な道路混雑が発生してきたため、マレーシア政府はクアラルンプール近郊の交通事情改善を検討し始めた。この中で、LRT、モノレールなどの建設とともにマレー鉄道の活用が検討され、既存路線を電化複線化をし電車を導入、さらには駅間隔の短縮のため新駅を設置することにより、鉄道の近代化を図り、高速大量輸送を実現しようとした。1995年8月に最初のKTMコミューターが運行を開始した。
KTMコミューター運行のために新たに建設された新線はなく、現在も運行区間拡大のため既存路線の電化複線化ならびに新駅建設を進めている。したがって、KTMインターシティや貨物列車と線路を共用している。
KTMコミューターは、クアラルンプール近郊で「ラワン - タンジュン・マリム路線」、「ラワン - スレンバン路線」、「バトゥ・ケーブス - ポート・クラン路線」の3ルートが運行されていたが、2015年12月に「ラワン - タンジュン・マリム路線」はそのままに、残り2路線が「バトゥ・ケーブス - スレンバン路線」、「ラワン - ポート・クラン路線」へと再編された。なお、「ラワン - タンジュン・マリム路線」は、路線図上「ラワン - スレンバン路線」の延伸のように見えるが、運行系統が別で直通列車は設定されておらず運転間隔も異なっているため別のルート名が付いていた。さらに2016年7月、「ラワン - タンジュン・マリム路線」が「ラワン - ポート・クラン路線」に編入された。
2015年10月、スレンバン駅-グマス駅間が「南区間」としてコミューターサービスを開始したが、2016年7月にスレンバン駅-タンピン駅間に短縮した上で、「バトゥ・ケーブス - スレンバン路線」に編入された。
一方、2015年9月、「北区間」として「グルン - カムンティン路線」（バターワース駅経由）が開業。その後の延伸を経て、現在は「バターワース - パダン・ブサール路線」と「ブキッ・ムルタジャム - パダン・ルンガス路線」となっている。
使用される車両は3両、もしくは6両固定編成の電車であるが、ラッシュ時には2編成6両で運行される列車もある。編成中央の車両1両（3両編成）、もしくは2両（6両編成）は女性専用車となっている。日本の西日本旅客鉄道（JR西日本）のように、終日の設定である。
運賃体系はKTMインターシティとは別になっており、同じ区間でも異なっている（必ずしも、どちらが高額かは言えない）。また、クアラルンプール近郊の路線ではTouch 'n Goが全区間・全駅で使用できる。
現在、1日当たり約10万人が利用しており、利用客は年々増加している。特に最近5 - 6年は、年10%以上の伸びを示している。

## 運行区間
運行区間として、以下の5つのルートがある。

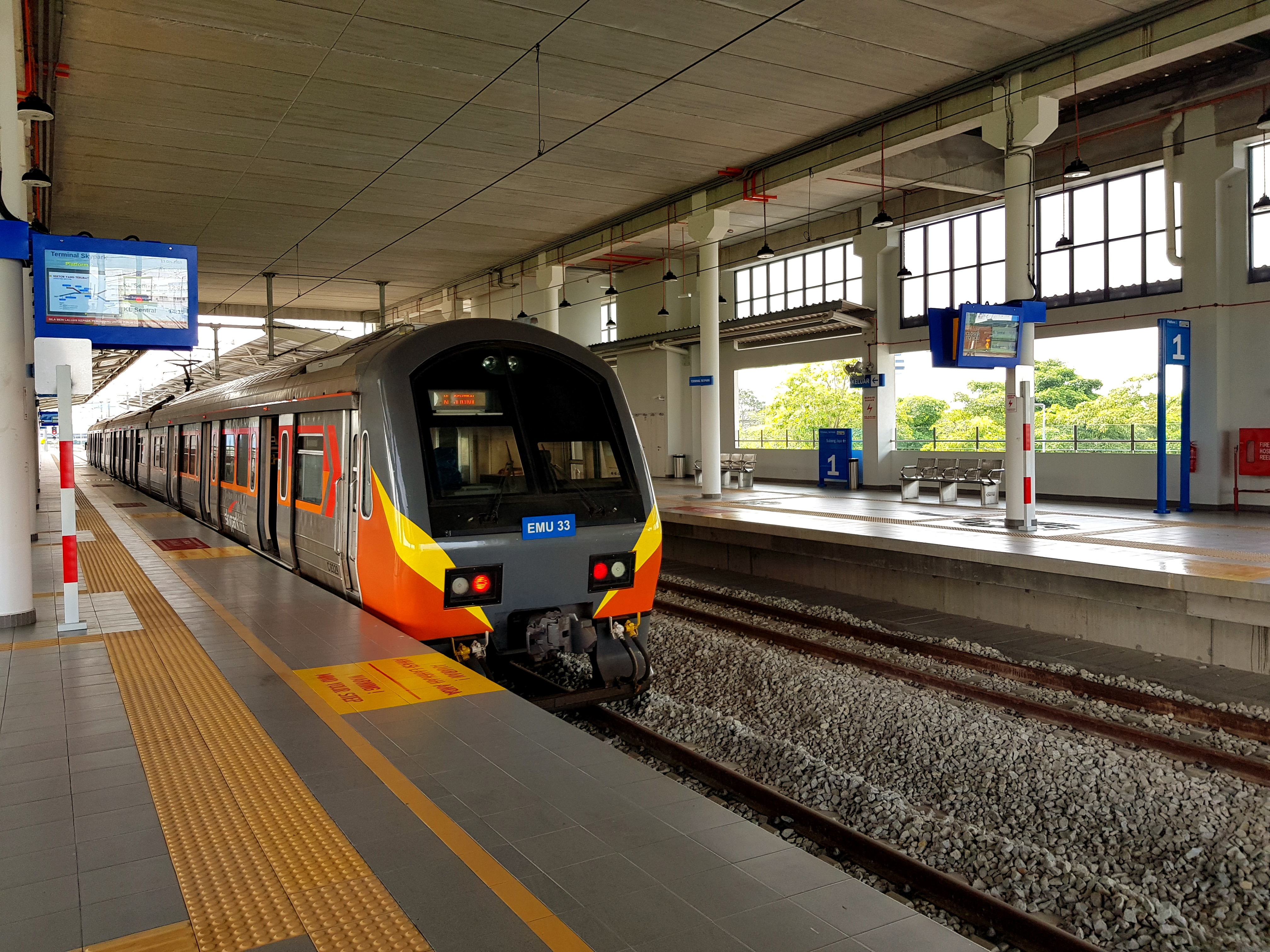
スカイパークリンク線　スルタン・アブドゥル・アジズ・シャー空港と中心部を結ぶ

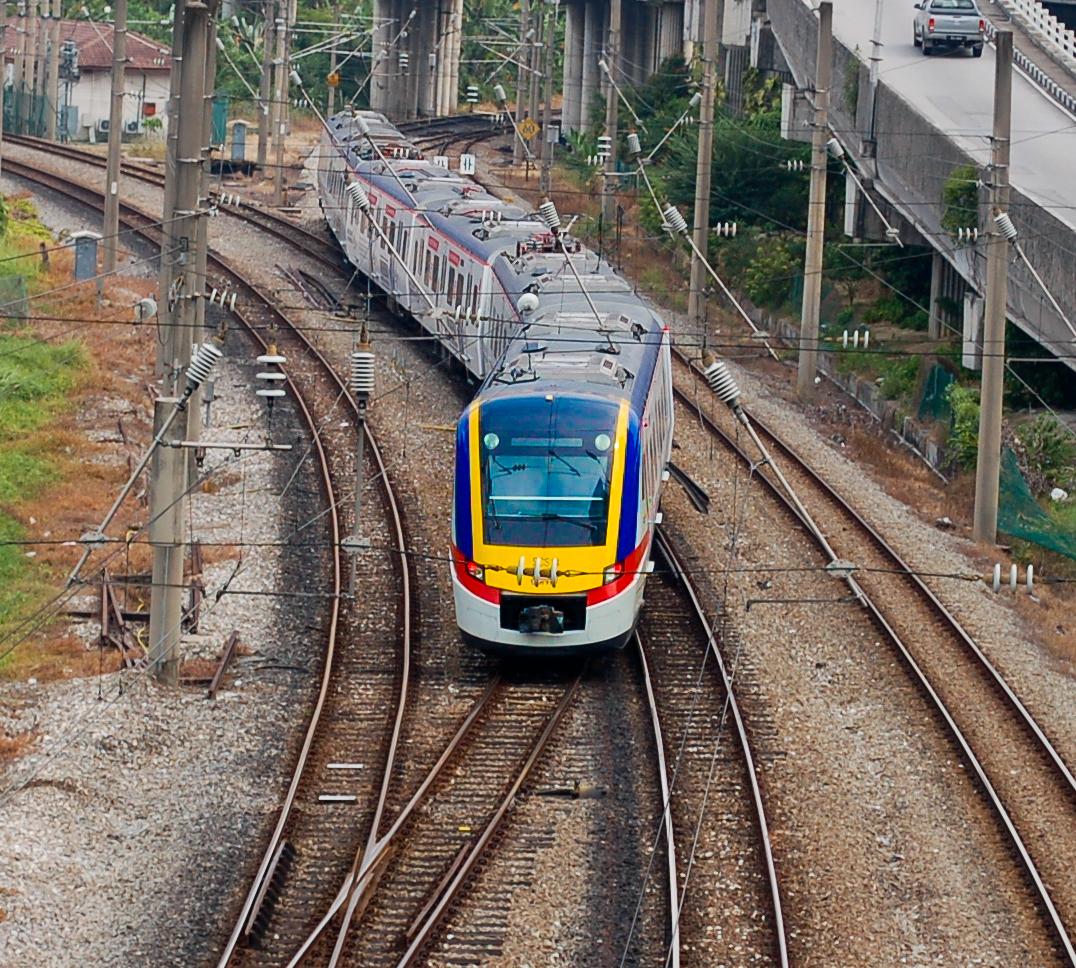
ポート・クラン線の車両

なお、「ルート名」は、運行区間の起点・終点の駅名を付けているにすぎず、将来運行区間に変更があった場合には、ルート名の変更が予想される。
| 番号 | ルート名                                                                               | 運行区間                                                                                                   | 距離 (km) | 停車駅数 | 運転間隔     |
| ---- | -------------------------------------------------------------------------------------- | --- | --------- | -------- | ------------ |
| 1    | スレンバン線 （スレンバンやスンガイ・ガドゥ止まりの列車もあり）                        | バトゥ・ケーブス ｜（バトゥ・ケーブス支線） バトゥ分岐点 ｜（ウエスト・コースト線） タンピン               | 135       | 26       | 15 - 45分    |
| 2    | ポート・クラン線 （多くがスンガイ・ボロー - ポート・クラン間での運行）                 | タンジュン・マリム \|（ウエスト・コースト線） ポート・クラン分岐点 \|（ポート・クラン支線） ポート・クラン | 126       | 33       | 15分-1時間半 |
| 10   | スカイパークリンク線 （限定運行）                                                      | KLセントラル \| ターミナルスカイパーク駅                                                                   | 24        | 3        | 30分         |
|      | バターワース - パダン・ブサール線                                                      | バター・ワース ｜（ウェスト・コースト線） パダン・ブサール                                                 | 157.8     | 13       | 1-2時間      |
|      | ブキッ・ムルタジャム - パダン・ルンガス線 （1日2本だけバターワースまでの直通電車あり） | ブキッ・ムルタジャム ｜（ウェスト・コースト線） パダン・ルンガス                                           | 113.8     | 8        | 1-2時間半    |

## 歴史

### ラワン - タンジュン・マリム路線
- 2007年4月21日 - ラワン - ラサ間でシャトル・サービス運行開始。
- 2008年1月5日 - クアラ・クブ・バル駅が開業。ラサ - クアラ・クブ・バル間延伸運行開始。
- 2009年6月1日 - クアラ・クブ・バル - タンジュン・マリム間延伸運行開始。

### ラワン - スレンバン路線
- 1995年8月3日 - ラワン - クアラルンプール間で公式試運転開始。
- 1995年8月14日 - ラワン - クアラルンプール間運行開始。
- 1995年9月29日 - Salak South - クアラルンプール間延伸運行開始。
- 1995年11月20日 - クアラルンプール - カジャン間延伸運行開始。
- 1995年12月18日 - カジャン - スレンバン間延伸運行開始。ラワン - スレンバン路線が今のルートとなる。
- 2001年4月16日 - KLセントラル駅開業。
- 2004年3月3日 - スレンバン近郊でスレンバン行き上り列車が先行列車に衝突する事故が発生。
- 2004年8月23日 - ミッド・バレー駅開業。
- 2005年7月1日 - Touch 'n Go を導入。
- 2006年7月1日 - クポン・セントラル駅開業。
- 2011年5月14日 - スレンバン - スンガイ・ガドゥ間延伸運行開始。

### バトゥ・ケーブス - ポート・クラン路線
- 1995年8月28日 - スントゥル - シャーアラム間運行開始。
- 1995年9月29日 - シャーアラム - クラン間延伸運行開始。
- 2010年7月29日 - バトゥ・ケーブス - スントゥル間延伸運行開始。
- 2018年5月2日 - スバン・ジャヤ - ターミナル・スカイパーク（英語版）間運行開始[1]